# Бугай Самсон Митрофанович
Самсон Митрофанович Бугай (10 липня (27 червня за ст. ст.) 1902, с. Чорнобай, Київської губернії – 18 березня 1987, Київ, УРСР) – дослідник у галузі сільського господарства, доктор біологічних наук (1954), професор (1956).

## Біографія
Народився у 1902 році в бідній селянській родині. Навчався у Золотоніському сільськогосподарському училищі, яке закінчив у 1920 році. У 1920-1923 роках навчався в технікумі. У 1923-1925 роках був викладачем і директором училища. Надалі навчався в Київському сільськогосподарському інституті, який закінчив у 1929 році. Після закінчення навчання працював на посаді головного агронома в Роменському земельному відділі в Сумській області. З 1931 року перейшов на роботу до Всесоюзного науково-дослідного інституту махорки та Українського інституту соціалістичного землеробства, де в період до початку німецько-радянської війни працював на посадах молодшого, а далі старшого наукового співробітника. Паралельно у 1935-1940 роках викладав на посаді доцента в Житомирському сільськогосподарському інституті.
Під час німецько-радянської війни працював в евакуації. У 1942-1943 роках був головним агрономом Народного комісаріату землеробства Казахської РСР. У 1943-1946 роках займав ту ж посаду в Народному комісаріаті (пізніше в міністерстві) землеробства УРСР. З 1946 року повернувся до Інституту соціалістичного землеробства, де працював старшим науковим співробітником, а надалі й завідувачем відділу. У 1949 році перейшов працювати доцентом кафедри творчого дарвінізму Київського державного університету. У 1953-1955 роках очолював цю кафедру. У 1955-1961 роках завідував кафедрою рослинництва й селекції Уманського сільськогосподарського інституту. Надалі повернувся до Києва, де очолив кафедру землеробства і тваринництва в Київському інституті народного господарства, завідував нею до 1985 року. 
Був депутатом Уманської районної ради, Черкаської обласної ради. Був членом спецрад із захисту дисертацій, головою державних екзаменаційних комісій в різних вишах.
Помер в 1987 році в Києві.

## Нагороди
- Два ордени Трудового Червоного Прапора.
- Медалі.
- Почесна Грамота Президії Верховної Ради Української РСР,
- Медалі ВДНГ СРСР і ВДНГ УРСР.

## Праці
- Бугай С. М. Сравнение способов культуры махорки сеянки и саженки. — Краснодар, Тип. им. Лиманского: 1936
- Бугай С. М. За високі врожаї махорки / Самсон Митрофанович Бугай . — Київ ; Харків: Державне видавництво сільськогосподарської літератури , 1945 . — 30 с. : іл.
- Бугай, С. М. (1947). Культура махорки.
- Бугай, С. М. (1965). Сортова агротехніка озимої пшениці.
- Бугай, С. М. (1964). Дослідження по польових культурах. Зб. Наук. Пр. Усгі.—К.: урожай, 28-35.
- Бугай, С. М., & Собчук, В. В. (1959). О сроках посева в лесостепной зоне Украины. Кукуруза, (12), 23-25.
- Бугай, С. М. (1951). Кок-сагыз. М.: Государственное изд во сельскохозяйственной литературы, 3.
- Бугай, Самсон Митрофанович. Растениеводство [Текст]: учебн. пособие для с.-х. вузов / С. М. Бугай. — Киев: Госсельхозиздат УССР, 1963. — 517, [3] с.
- Бугай, С. М. (1971). Сорт и агротехника. М.: Знание, 51-59.
- Растениеводство [Текст]: [Учеб. пособие для с.-х. вузов] / С. М. Бугай, д-р биол. наук, проф. — Киев: Вища школа, 1975. — 375 с. : ил.; 20 см.
- Бугай, С. М. (1974). Сорт, агротехніка, врожай. К.,[т-во «Знання.
- Бугай, Самсон Митрофанович. Рослинництво: підручник . -3-тє вид., переробл. та допов. К.: Вища шк., 1978—384 с.
- Бугай, С. М., Зинченко, А. И., Моисеенко, В. И., Горак, Н. А. Растениеводство: учебник. Киев: Вища шк. Голов. изд-во, 1987. — 327 с
- Бугай, С. М. (1969). Ботанічна та біологічна характеристика. Пшениця озима.− К.: Урожай, 9-41.
- Бугай, С. М., & Єремєєв, М. І. (1964). Реакція сорттів озимої пшениці на умови агротехніки. Рослинництво.—К.: Урожай, 62-71.
- Бугай, С. М., & Корнійко, Р. О. (1973). Вплив агрофону і густоти насадження на врожай картоплі та його структурний склад. В зб.:«Картоплярство, (4).